# Gewoon kransblad
Gewoon kransblad (Chara vulgaris) is een kranswier uit de familie Characeae.

## Determinatie
De soort wordt tot 60 cm lang en verkalkt vaak zwaar naarmate het ouder wordt. In tegenstelling tot andere soorten vormt gewoon kransblad talrijke zijscheuten die slechts tot 1 mm dik zijn, waarop vijf of zeven geveerde takken in kransen staan. De takken zijn meestal uitgespreid en zijn alleen bij jonge scheuten naar de as gebogen. Elke tak heeft een karakteristiek, meercellig schorsdragend eindsegment, dat vaak zelfs langer wordt dan het schorsdragende deel.
De hoofdas grijsgroen, meestal met kalkaanslag, tot 1 mm dik. De schors is diplostich of aulacanth. De stekels zijn rudimentair tot kort, dik, stomp, tegen de as aan gedrukt, en staan vrijwel altijd alleen. De takken zijn tot 3,5 cm lang. 
Gametangia worden gevormd in de zomer en herfst. Ze zijn te vinden op de geschorste takleden en zijn daar in groepen van vier of vijf en zijn omgeven door blaadjes die zich aan de voorkant van de tak bevinden en aanzienlijk langer zijn dan deze. De oogon heeft geen kroon, is ongeveer 0,7 mm hoog en 0,4 mm breed. De oösporen meten tot 0,6 mm × 0,4 mm. Het oösporenmembraan is vrijwel glad. Het antheridium is slechts ongeveer 0,3 mm in diameter, is oranje van kleur en vervaagt snel.
De cellen van het gewoon kransblad hebben 14, 16 of 18 chromosomen.

## Ecologie
Gewoon kransblad is een waterplant die submers voorkomt in stilstaand tot stromend water. Het wordt voornamelijk gevonden in mesotrofe tot eutrofe wateren. Omdat het een zekere zouttolerantie heeft, komt het af en toe ook voor in brak water.

## Verspreiding
Gewoon kransblad kent een kosmopolitische verspreiding. Onlangs zijn de populaties van het noordelijk halfrond van de poolgebieden tot de Middellandse Zee samengevat als forma vulgaris. Hierdoor worden andere vormen dan kleine stammen van de tropen en subtropen onderscheiden. In het centrum van de Sahara is de alg zelfs ontdekt in de bronnen van de oases. Gewoon kransblad is een van de weinige soorten in Zwitserland die voorkomt tot op alpine niveau, waar het is waargenomen tot een hoogte van 2.400 m. In Nederland komt de soort vrij zeldzaam voor. Het is niet bedreigd en staat niet op de rode lijst.